# Эт-Талль
Эт-Талль (араб. التل‎) — город на юго-западе Сирии, расположенный на территории мухафазы Дамаск. Административный центр одноимённого района.

## Географическое положение
Город находится в северной части мухафазы, в гористой местности Антиливана, на высоте 913 метров над уровнем моря.

Эт-Талль расположен на расстоянии приблизительно 7 километров к северу от Дамаска, административного центра провинции и столицы страны. Ближайший аэропорт расположен в городе Дамаск.

## Демография
По данным последней официальной переписи 1981 года, население составляло 18 198 человек.
Динамика численности населения города по годам:
| 1970   | 1981   | 2003   | 2012   |
| ------ | ------ | ------ | ------ |
| 15 122 | 18 198 | 51 497 | 63 554 |

## Гражданская война
Город был возвращён под контроль правительства в начале декабря 2016 года. Согласно сообщению российского центра по примирению, оппозиция добровольно покинула город, сложив оружие. Сообщается, что было оставлено более 200-т единиц стрелкового вооружения, боеприпасы и тяжёлая техника. Освобождение города было обусловлено военными успехами сирийской армии в городе Халеб.